# Жебровський Валентин Віталійович
Жебро́вський Валентин Віталійович (*17 травня 1951 року, місто Краснодар) — відомий діяч промислового виробництва Удмуртії, заслужений машинобудівник Росії (1996).
1974 року закінчив МВТУ імені М. Е. Баумана за спеціальністю інженер-механік з полігонних установок. До 1989 року працював на заводі «Іжтяжбуммаш», починав від інженера-конструктора, а з квітня 1994 року став його директором. Після розпаду СРСР та переходу на ринкову економіку очолив роботу з впровадження випуску нової конкурентноспроможної продукції та збільшення об'ємів експорту. У квітня 1993 року почав реконструкцію металургійного виробництва з метою промислового засвоєння методу позапічної обробки сталі, забезпечив отримання металу з низьким вмістом домішок. Обирався депутатом Верховної Ради, а 1999 року Державної Ради Удмуртії.
За розробку та впровадження водогрійних котельних установок у складі авторського колективу 1994 року став лауреатом Державної премії Удмуртії. Відмічений дипломом «Найкращий менеджер Росії» (1999).